# Rustie
Rustie (né Russell Whyte) est un musicien écossais originaire de Glasgow. 
Il a d'abord attiré l'attention sur lui avec son EP de 2007 Jagz the Smack, signé chez Warp Records en 2009. Son premier album sorti en 2011, Glass Swords, lui a valu un grand succès. Sa musique mêle des genres disparates, y compris le hip hop, la rave et la musique de jeux vidéo . 

## Biographie

### Débuts
Le premier instrument utilisé par Rustie est la guitare, il a ensuite acheté ses premiers platines à 15 ans. Il est associé au sous-genre de l' aquacrunk, un genre décrit comme une ramification expérimentale du hip-hop qui met l'accent sur les rythmes ralentis et bas, avec des saisines de marmonnements électroniques et des lignes de basse morphing. Selon lui, son travail transmet le mouvement et la fluidité, enveloppé de son, de rythme et de couleur. L'intérêt de longue date de Rustie pour les jeux vidéo a influencé son approche de la composition électronique.  
Les premiers singles de Rustie sont sortis en 2007 et 2008. Le producteur a signé avec Warp Records en 2010 pour la sortie de Sunburst EP. En 2011, Rustie a sorti son premier album Glass Swords sur Warp Records,. Brad LaBonte de Dusted Magazine a écrit : « Glass Swords contient certaines des musiques de danse électroniques les plus fraîches et les plus excitantes que j'ai entendues cette année. En termes simples, rien ne ressemble à ce disque ». 

### Confirmation
En 2012, After Light de Glass Swords a été inclus dans une publicité télévisée d'Adidas mettant en vedette l'athlète britannique Jessica Ennis avant les Jeux olympiques de 2012. Trois morceaux de Glass Swords (After Light, Ultra Thizz et Surph) ont été utilisés dans la bande originale du jeu vidéo Sleeping Dogs. 
La même année, Glass Swords remporte le prix du premier album du Guardian,.  
Rustie a sorti son deuxième album, Green Language, le 26 août 2014 sur Warp Records. Deux titres de l'album, Raptor , et Attak (feat. Danny Brown), ont reçu des récompenses de « meilleure nouvelle piste » par Pitchfork. 
Après un spectacle pour Xoyo Loves au Coronet Theatre de Londres le 29 novembre 2014 avec comme invité spécial, le rappeur Danny Brown, Rustie a annoncé sa prochaine tournée mondiale de 2015, « Green Language Live ». La tournée « Green Language » est sa plus grande tournée à ce jour[évasif] et comprend des dates à travers l'Europe, l'Australie, les États-Unis et la Corée. Les événements présenteront des visuels 3D immersifs d'A-Rock, y compris des artefacts égyptiens perdus, des essaims d'oiseaux, entre autres effets extravagants.  
Auparavant, Whyte a joué en direct avec des collaborateurs, Redinho[Quoi ?] lors de la soirée de lancement de son album organisée à l'Oval Space de Londres le 18 septembre 2014 et aussi avec le duo production / vocal AlunaGeorge et Koreless. 
Le 6 avril 2015, Rustie a annoncé la prochaine étape nord-américaine de sa tournée mondiale Green Language. Elle comprend des arrêts dans un certain nombre de festivals, notamment des représentations à Sasquatch, Bonnaroo, Firefly[Quoi ?] et Governors Ball.  
Début novembre 2015, Rustie a annoncé que son troisième album, Evenifudontbelieve, sortirait le 5 novembre. Evenifudontbelieve a été diffusé via Warp Records, ayant fait deux des singles pris de l'album, First Mythz et Peace Upzzz disponibles pour en ligne seulement quelques jours avant la sortie[style à revoir].  
Fin novembre 2015, Rustie a participé à une séance de questions-réponses en direct avec des fans sur Reddit, répondant à des questions sur un éventail de sujets, notamment ses techniques de production, ses influences et ses collaborations antérieures.

### Production
En plus de son propre projet, Whyte a produit trois titres pour l' album Old de Danny Brown en 2013.  

### Vie privée
À l'âge de 15 ans, Whyte est diagnostiqué avec un diabète de type 1[réf. nécessaire].  
Au milieu de la tournée de son dernier album Evenifudontbelieve, il annonce qu'il annule tous ses concerts « en raison de problèmes de toxicomanie et de santé mentale » . 

## Discographie

### Albums studio
| Titre                | Détails de l'album                                                              |
| -------------------- | ------------------------------------------------------------------------------- |
| Glass Sword          | - Sortie: 10 octobre 2011 - Label: Warp - Formats: CD, téléchargement numérique |
| Green Language       | - Sortie: 26 août 2014 - Label: Warp                                            |
| Evenifyoudontbelieve | - Sortie: 5 novembre 2015 - Label: Warp                                         |

### EP
| Titre          | Détails de l'album                                                                           |
| -------------- | -------------------------------------------------------------------------------------------- |
| Jagz The Smack | - Sortie: 15 juillet 2007 - Étiquette: Stuffrecords - Formats: téléchargement numérique      |
| Bad Science    | - Sortie: 31 août 2009 - Étiquette: Wireblock - Formats: téléchargement numérique            |
| Sunburst       | - Sortie: 1er octobre 2010 - Étiquette: Warp Records - Formats: CD, téléchargement numérique |

### Simple
| An   | Titre                          | Positions dans les charts UK | Album                |
| An   | Titre                          | Royaume-Uni                  | Album                |
| ---- | ------------------------------ | ---------------------------- | -------------------- |
| 2008 | Zigzag                         | -                            | Bad Science          |
| 2011 | All Night                      | -                            | Glass Swords         |
| 2011 | Ultra Thizz                    | -                            | Glass Swords         |
| 2012 | Surph (avec Nightwave)         | -                            | Glass Swords         |
| 2012 | After Light (avec AlunaGeorge) | 173                          | Glass Swords         |
| 2013 | Triadzz / Slasherr             | -                            |                      |
| 2014 | Attak (avec Danny Brown)       | -                            | Green Language       |
| 2014 | Lost (avec Redinho)            | -                            | Green Language       |
| 2015 | Big Catzz                      | -                            | Evenifyoudontbelieve |